# Arlewatt
Arlewatt (dänisch Arlevad, nordfriesisch Alwat) ist eine Gemeinde im Kreis Nordfriesland in Schleswig-Holstein.

## Geografie

### Geografische Lage
Das Gemeindegebiet von Arlewatt erstreckt sich am Übergang der naturräumlichen Haupteinheiten Bredstedt-Husumer Geest (Nr. 691) und Nordfriesische Marsch (Nr. 682) auf dem südlichen Ufer der Arlau nördlich von Husum. Der genannte Flusslauf bildet auf gesamter Länge die nördliche Gemeindegrenze ab.

### Gemeindegliederung

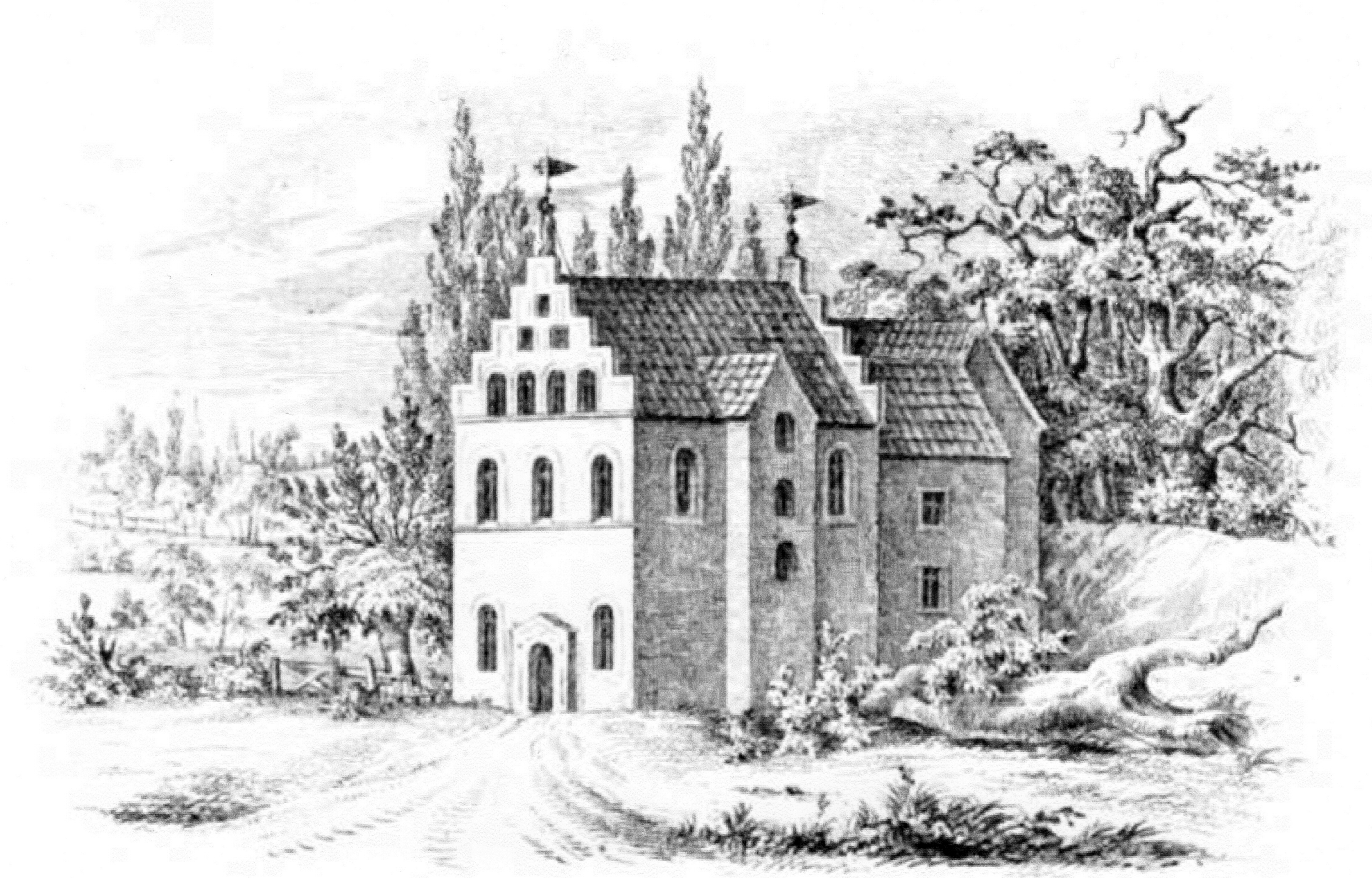
Das alte Gutshaus Arlewatt

Siedlungsgeographisch gliedert sich die Gemeinde in die Wohnplätze des gleichnamigen Dorfs, das Gehöft Arlewatthof, sowie die Streusiedlung Arlewattfeld (Arlevadmark). Teilweise wird auch Arlewatt-Heide (Arlevadhede od. Hedehusene) als weiterer Siedlungsort genannt.

### Nachbargemeinden
Unmittelbar angrenzende Gemeindegebiete von Arlewatt sind:
|                   | Ahrenshöft                                  |         |
| Hattstedtermarsch | Kompassrose, die auf Nachbargemeinden zeigt | Olderup |
| Horstedt          |                                             |         |

## Geschichte
Der Ort wurde im Jahr 1466 schriftlich dokumentiert und bedeutet etwa Furt der Arlau zu dän. vad und ndt. watt.
Es wird vermutet, dass der Gemeindename aus dem Umstand entstand, dass bereits in historischer Zeit der Uferbereich der Arlau aufgrund seiner geringen Wassertiefe in Nähe des Geesthangs durchwatet werden konnte.
Die alte Burg Arlewatt wurde wahrscheinlich in der zweiten Hälfte des 16. Jahrhunderts erbaut. 1627 erwarb Herzogin Augusta des Gut und baute es um. Aus dieser Zeit stammt der Name „Rode Huus“ und wohl auch der volkstümliche Name „Grieshus“. Das Schloss diente als Vorbild für die 1884 von Theodor Storm verfasste Novelle Chronik von Grieshus. Heute steht nur noch der 1735 errichtete Haubarg. Er ist der zweitnördlichste Haubarg im Kreis Nordfriesland. Wahrscheinlich trug man das Schloss beim Bau des Haubargs ab. Das Gut „Arlewatthof“ wurde 1772 parzelliert.
Bis zum Deutsch-Dänischen Krieg 1864 war der Ort Teil des Verwaltungsbezirks Südergoesharde innerhalb des Herzogtums Schleswig, welches als Lehen zu Dänemark gehörte.
Am 1. April 1934 wurden die Kirchspielslandgemeinden aufgelöst, und aus den Dorfschaften Olderups wurden die beiden Landgemeinden Arlewatt und Olderup gebildet.

## Politik

### Gemeindevertretung
Bei der Kommunalwahl 2023 errang die Wählergemeinschaft Arlewatt (WGA) erneut alle neun Sitze in der Gemeindevertretung. Die Wahlbeteiligung lag bei 65,8 Prozent.

### Bürgermeisterin
Für die Wahlperiode 2023–2028 wurde Silke Clausen (WGA) zum wiederholten Mal zur Bürgermeisterin gewählt. Sie bekleidet dieses Amt seit 2008.

### Wappen
Blasonierung: „Über blauem Wellenschildfuß in Gold ein roter Haubarg, begleitet oben rechts von einem roten Pflug und oben links von einer leicht schräg gestellten roten Heidesense.“

## Kultur und Sehenswürdigkeiten
In der Liste der Kulturdenkmale in Arlewatt stehen die in der Denkmalliste des Landes Schleswig-Holstein eingetragenen Kulturdenkmale.

### Sport
Arlewatt stellt mit dem Sportzentrum Arlewatt den Sportverein für die Dreidörfergemeinschaft Arlewatt, Olderup und Horstedt. Im Jahre 2010 wurde die Gemeinde als eine der sportfreundlichsten Kommunen in Schleswig-Holstein ausgezeichnet.

### Regelmäßige Veranstaltungen
Während der Pfingstwoche findet jedes Jahr das Zeltfest Arlewatt statt, eines der größten Zeltfeste der gesamten Region während der sommerliche Festsaison. Dazu kommen insbesondere am Samstag vor Pfingsten mehrere tausend Besucher in die kleine Gemeinde.

## Wirtschaft und Infrastruktur
Die Wirtschaft im Gemeindegebiet ist zu großen Teilen von der Urproduktion der Landwirtschaft geprägt.
Nach dem Konzept der Dreidörfergemeinschaft befinden sich die nächsten Bildungseinrichtungen (Kindergarten und Schule) in den Nachbardörfern Olderup und Horstedt. Im Gegenzug besteht in Arlewatt das sogenannte Drei-Dörfer-Gemeinschaftszentrum/DGZ und die gemeinschaftlich genutzten Sportanlagen des Sportzentrums Arlewatt in der Gemeinde.
Durch das Gemeindegebiet von Arlewatt führt die schleswig-holsteinische Landesstraße 273.  Der Verlauf bildet heute annähernd die Route des historischen Westlichen Ochsenwegs im Bereich der Schleswigschen Geest ab.
Mit Beginn im August 2019 ist die Gemeinde in das Netz des Rufbus Husumer Umland einbezogen.